# Де смереки стрункі
«Де смереки стрункі» — музичний фільм Остапа Гавриша.
У фільмі тісно переплелися авторські пісні написані на основі гуцульского мелосу, краси українських Карпат. Фільм можна сміливо рекомендувати туристичним компаніям, які шукають яскраві, влучні та переконливі матеріали про Україну. Цей фільм Остап Гавриш задумав ще тридцять років тому, після того як подивився «Червону руту». Працював над ним із колегами та друзями, з якими йог звела творча дорога, — це Вадим Крищенко, Зоя Кучерява, Іво Бобул та інші. 
Фільм, що триває годину, — як один день життя у Карпатах. Починається він музикою трембіт та піснею Вадима Крищенка «Там, де гори сині…», а завершується інструментальною композицією, яку виконує саксофоніст Ігор Рудий.